# Knut Ångström
Pour les articles homonymes, voir Ångström (homonymie).
Knut Johan Ångström (né le 12 janvier 1857 – mort le 4 mars 1910) est un physicien suédois. Professeur universitaire à Uppsala et Stockholm, il devient membre de l'Académie royale des sciences de Suède en 1893.

## Biographie
Fils du physicien Anders Jonas Ångström, il a étudié à l'université d'Uppsala de 1877 à 1884. Il travaille par la suite à l'université de Strasbourg avec August Kundt. De retour à Uppsala, il complète un doctorat, puis part enseigner la physique à l'université de Stockholm en 1885. Après quelques années, il revient à nouveau à Uppsala en 1891, où il devient professeur de Physique en 1896.
Ses recherches se concentrent sur le rayonnement provenant du Soleil, sur l'émission nocturne de la Terre et l'absorption par l'atmosphère. Pour ce faire, il utilise plusieurs instruments, dont le pyrhéliomètre et le pyrgéomètre.

### Tentative de réfutation de la théorie d'Arrhenius
En 1900, il publie un ouvrage au sujet de la théorie de l'effet de serre proposée auparavant par Svante August Arrhenius. Il y explique qu'une réduction de moitié de la teneur atmosphérique en dioxyde de carbone (CO2) ne modifierait l'absorption infrarouge que de 0,4 %, ce qui n'aurait pas d'impact significatif sur le climat. En effet, selon lui, les spectres d'absorption de la vapeur d'eau et du CO2 (les longueurs d'onde auxquelles ces deux gaz absorbent les rayons infrarouges) se chevauchent largement. C'est-à-dire que toute l'énergie contenue dans le rayonnement solaire réfléchi par la Terre (sous forme d'infrarouges) susceptible d'être absorbée par le CO2, et donc empêchée de traverser l'atmosphère vers l'espace, est déjà absorbée par la vapeur d'eau ; il en résulte qu'une hausse de la teneur en CO2 ne provoque aucune absorption supplémentaire des rayons infrarouges.
Il s'avère par la suite que l'assistant de laboratoire d'Ångström a mal effectué la mesure : les spectromètres disponibles à l'époque sont trop imprécis et font apparaître le chevauchement plus important qu'il n'est en réalité. Si la mesure avait été correcte, l'assistant d'Ångström aurait trouvé un changement d'absorption de 1 % résultant de la division par deux de la concentration de CO2.
D'autre part, l'assistant d'Ångström a effectué ses mesures à la hauteur du niveau de la mer, or c'est dans les couches supérieures de l'atmosphère que l'effet de serre est déterminant. En moyenne, la Terre émet sa chaleur dans l'espace à une altitude de 5 500 mètres. Une augmentation des concentrations mondiales moyennes de gaz à effet de serre a pour effet de déplacer la zone de rayonnement de la Terre vers des altitudes plus élevées. Comme il y fait plus froid, la chaleur qui y est émise est moins efficace ; l'accumulation de chaleur supplémentaire fait que toutes les couches atmosphériques situées en dessous deviennent plus chaudes, jusqu'à ce que la couche émettrice perde à nouveau autant d'énergie vers l'espace qu'elle en reçoit du soleil. Il en découle que le chevauchement partiel des bandes d'absorption du CO2 avec celles de la vapeur d'eau n'empêche pas l'effet de serre : en haute altitude, l'air est non seulement très sec mais aussi nettement moins dense qu'au sol, si bien qu'une augmentation de la concentration de CO2 peut tout à fait y renforcer l'effet de serre sous la forme d'une absorption accrue,,,.
Svante Arrhenius détecte les erreurs de mesure et de raisonnement d'Ångström et les dénonce dans un article publié en 1901, mais l'idée selon laquelle une hausse des concentrations en CO2 n'a pas d'effet sur les températures continue de prévaloir dans les sphères scientifiques,,.